# Stejaru (Teleorman)
Stejaru é uma comuna romena localizada no distrito de Teleorman, na região de Muntênia. A comuna possui uma área de 58.96 km² e sua população era de 2035 habitantes segundo o censo de 2007.